# Lijst van voetbalinterlands Libanon - Sri Lanka
Deze lijst van voetbalinterlands is een overzicht van alle officiële voetbalwedstrijden tussen de nationale teams van Libanon en Sri Lanka. De landen hebben tot op heden vijf keer tegen elkaar gespeeld. De eerste ontmoeting, een kwalificatiewedstrijd voor het Wereldkampioenschap voetbal 2002, werd op 15 mei 2001 in Beiroet gespeeld. Het laatste duel, een kwalificatiewedstrijd voor het Wereldkampioenschap voetbal 2022, vond plaats op 5 juni 2021 in Goyang (Zuid-Korea).

## Wedstrijden
| № | Plaats    | Datum            | Competitie           | Wedstrijd           | Uitslag |
| - | --------- | ---------------- | -------------------- | ------------------- | ------- |
| 1 | Beiroet   | 15 mei 2001      | WK 2002 kwalificatie | Libanon − Sri Lanka | 4 − 0   |
| 2 | Bangkok   | 28 mei 2001      | WK 2002 kwalificatie | Sri Lanka − Libanon | 0 − 5   |
| 3 | New Delhi | 22 augustus 2009 | Vriendschappelijk    | Sri Lanka − Libanon | 4 − 3   |
| 4 | Colombo   | 15 oktober 2019  | WK 2022 kwalificatie | Sri Lanka − Libanon | 0 − 3   |
| 5 | Goyang    | 5 juni 2021      | WK 2022 kwalificatie | Libanon − Sri Lanka | 3 − 2   |

## Samenvatting
| Competitie        | Totaal gespeeld | Winst Libanon | Gelijk | Winst Sri Lanka | Doelsaldo Libanon – Sri Lanka |
| ----------------- | --------------- | ------------- | ------ | --------------- | ----------------------------- |
| WK-kwalificatie   | 4               | 4             | 0      | 0               | 15 − 2                        |
| Vriendschappelijk | 1               | 0             | 0      | 1               | 3 − 4                         |
| Totaal            | 5               | 4             | 0      | 1               | 18 − 6                        |

FLFA · 
A-internationals · 
Libanees vrouwenelftal
1940 – 1949 · 
1950 – 1959 · 
1960 – 1969 · 
1970 – 1979 · 
1980 – 1989 · 
1990 – 1999 · 
2000 – 2009 · 
2010 – 2019 ·
2020 − 2029
Afghanistan ·
Algerije ·
Armenië ·
Australië ·
Bahrein ·
Bangladesh ·
Bhutan ·
Bulgarije ·
Cambodja ·
China ·
Cyprus ·
Djibouti ·
Ecuador ·
Egypte ·
Equatoriaal-Guinea ·
Estland ·
Filipijnen ·
Gabon ·
Georgië ·
Hongarije ·
Hongkong ·
India ·
Irak ·
Iran ·
Jemen ·
Jordanië ·
Kazachstan ·
Kirgizië ·
Koeweit ·
Laos ·
Libië ·
Malediven ·
Maleisië ·
Malta ·
Marokko ·
Mauritanië ·
Mongolië ·
Montenegro ·
Myanmar ·
Namibië ·
Nieuw-Zeeland ·
Noord-Korea ·
Noord-Macedonië ·
Oeganda ·
Oezbekistan ·
Oman ·
Oost-Timor ·
Pakistan ·
Palestina ·
Qatar ·
San Marino ·
Saoedi-Arabië ·
Singapore ·
Slowakije ·
Soedan ·
Somalië ·
Sri Lanka ·
Syrië ·
Tadzjikistan ·
Thailand ·
Tsjechië ·
Tunesië ·
Turkije ·
Turkmenistan ·
Vanuatu ·
Verenigde Arabische Emiraten ·
Vietnam ·
Zuid-Korea
FSL ·
A-internationals ·
Sri Lankaans vrouwenelftal
Afghanistan ·
Bahrein ·
Bangladesh ·
Bhutan ·
Brunei ·
Cambodja ·
China ·
DDR ·
Filipijnen ·
Guam ·
Hongkong ·
India ·
Indonesië ·
Irak ·
Iran ·
Japan ·
Jemen ·
Jordanië ·
Kirgizië ·
Laos ·
Libanon ·
Macau ·
Malediven ·
Maleisië ·
Mongolië ·
Myanmar ·
Nepal ·
Noord-Korea ·
Oezbekistan ·
Oman ·
Pakistan ·
Palestina ·
Papoea-Nieuw-Guinea ·
Qatar ·
Saoedi-Arabië ·
Seychellen ·
Singapore ·
Soedan ·
Syrië ·
Tadzjikistan ·
Taiwan ·
Thailand ·
Turkmenistan ·
Verenigde Arabische Emiraten ·
Vietnam ·
Zuid-Korea